# Ефремовский сельский совет (Харьковская область)
Ефремовский сельский совет — входит в состав Первомайского района Харьковской области Украины.
Административный центр сельского совета находится в селе Ефремовка.

## История
- 1929 — дата образования.

## Населённые пункты совета
- село Ефремовка
- село Новоберекское
- село Семеновка
- посёлок Троицкое